# Corydendrium album
Corydendrium album is een hydroïdpoliep uit de familie Oceaniidae. De poliep komt uit het geslacht Corydendrium. Corydendrium album werd in 1988 voor het eerst wetenschappelijk beschreven door Hirohito. 